# Сероводородные ванны
Сероводородные ванны — лечебный метод альтернативной медицины, основанный на использовании минеральных вод, обогащённых сероводородом.

## Предполагаемый механизм действия
Механизм действия обусловлен как общими для всех ванн факторами (температура воды, гидростатическое давление, механическое воздействие), так и присутствием в воде свободного сульфида водорода и гидросульфидных ионов. По содержанию сульфидов различают слабосульфидные минеральные воды (концентрация общего сероводорода 10—50 мг/л), среднесульфидные воды (50—100 мг/л), крепкие (100—250 мг/л) и очень крепкие воды (свыше 250 мг/л).
Под влиянием ванн ускоряются процессы заживления мышечной ткани[уточнить], кожи, они оказывают противовоспалительное действие. Назначаются в зависимости от заболеваний и общего состояния пациента.